# Ecce Homo (Caravaggio)
Ecce Homo (c. 1605/6 ou 1609 de acordo com a interpretação de John Gash) é uma pintura a óleo realizada pelo pintor italiano Michelangelo Merisi da Caravaggio. Alojada em Palazzo Bianco, Génova, a obra barroca retrata o momento em que Pôncio Pilatos apresenta Jesus Cristo aos judeus, dizendo "Ecce Homo" (Eis o homem). A expressão de Jesus Cristo na pintura é o mais serena possível, mesmo após todos os ferimentos que sofrera como relatam as passagens anteriores da bíblia. Como é característico de Caravaggio, o fundo da tela é escuro e destaca os personagens retratados em primeiro plano. Caravaggio utilizou contrastes muito fortes entre sombra e luz na obra, que tem como dimensões 128 cm × 103 cm.
Monseñor Massimi organizara um concurso de pintura em abril de 1604. Com o tema do "Ecce Homo" (Cristo exposto à multidão depois de torturado pelos soldados), os artístas que nele participaram foram Caravaggio, Domenico Passignano e Ludovico Cardi, il Cigoli. Entretanto foi Ludovico quem ganhou a prova e o seu quadro encontra-se hoje no Palazzo Pitti, em Florença. A composição da obra de Caravaggio e pouco comum, assimetrica, fazendo-se corresponder ao estilo barroco. Deste  modo, Cristo encontra-se flanqueado pelo carcereiro de um lado e Pilatos de outro, sendo que ambas as figuras ocupam o lado esquerdo de Cristo, deixando este sozinho no outro lado. Na parte inferior observe-se a balaustrada da varanda que Cristo e Pilatos parecem esquecer, o que permite supor que o público de Cristo seria nós mesmos. Assim sendo, Caravaggio solicita ao espectador que decida a sorte de Cristo. A razão para tal, pode estar associada a determinados acontecimentos que se sucederam naqueles anos, onde vários herejes foram queimados entre 1595 e 1600 em Roma, um deles, bastante conhecido na época, no Campo dei Fiori, uma praça muito popular, pelo que Caravaggio deveria ter reconhecido estas mortes. Este talvez seja uma das questões colocadas, onde a opção da vida ou da morte de um preso são expostas ao julgamento do povo, tal qual aconteceu com a vida de Cristo.